# Hormathus bicolor
Hormathus bicolor är en skalbaggsart som först beskrevs av Fernando de Zayas 1975.  Hormathus bicolor ingår i släktet Hormathus och familjen långhorningar.
Artens utbredningsområde är Kuba. Inga underarter finns listade i Catalogue of Life.